# CRAZY FOR YOU (Kylee单曲)
《CRAZY FOR YOU》是美国出身的女性歌手Kylee的第5张单曲。

## 概要
- 作詞・作曲均由创作歌手磯貝サイモン完成。以Kylee为形象写作的歌詞[1]。
- 初回限定版附赠DVD。

## 収录曲目
1. CRAZY FOR YOU
作詞・作曲：Simon Isogai、編曲：YAMACHI
「nissen2011年秋季」广告曲
2. 過去（あのこ）を忘れる魔法
作詞：Masato Kanai、作曲・編曲：Hiroki Arai
3. CRAZY FOR YOU ［Less Vocal］